# Heracleum argaeum
Heracleum argaeum är en flockblommig växtart som beskrevs av Pierre Edmond Boissier och Benedict Balansa. Heracleum argaeum ingår i släktet lokor, och familjen flockblommiga växter. Inga underarter finns listade i Catalogue of Life.